# 미국의 지방정부
미국의 지방정부에 관한 문서이다.
대부분의 미국 주와 준주에는 군 (미국)(카운티)와 지방자치체라는 두 계층 이상의 지방 정부가 있다. 루이지애나주는 패리시(parish)라는 용어를 사용하고 알래스카주는 미국 인구 조사국이 해당 주에서 군 (미국)에 해당하는 용어를 사용하는 경우 버러(borough)라는 용어를 사용한다. 시빌 타운십이나 타운은 주로 북동부와 중서부의 20개 주에서 카운티의 하위 구역으로 사용된다.
인구 중심지는 도시, 타운, 버러, 빌리지 등 여러 유형의 통합 지방자치체로 조직될 수 있다. 이러한 지방자치 단체의 유형과 성격은 주법에 의해 정의되며 주마다 다르다. 주에서는 이러한 범용 지방정부 외에 특수 목적의 지방정부를 설립할 수도 있다. 주에 따라 지방정부는 자체 헌장이나 일반법에 따라 운영될 수 있으며, 주에는 공인된 지방정부와 일반법 지방정부가 혼합되어 있을 수도 있다. 일반적으로, 인가된 지방정부와 일반법적인 지방정부가 모두 있는 주에서는 인가된 지방정부가 더 많은 지방 자치권과 자치권을 갖는다. 지방자치체는 일반적으로 일부 예외를 제외하고 카운티 정부에 종속된다. 예를 들어, 특정 도시는 통합된 시-군으로 카운티 정부와 통합되었다. 버지니아주의 도시는 도시가 속해 있던 카운티로부터 완전히 독립되어 있다. 일부 주, 특히 뉴잉글랜드에서는 타운이 주 수준 아래 지방 정부의 기본 단위를 형성하며 어떤 경우에는 카운티 정부가 완전히 필요하지 않다. 많은 시골 지역과 심지어 많은 주의 일부 교외 지역에도 카운티 수준 아래에는 지방 정부가 없다.
카운티 및 지방자치체 외에도 주정부는 종종 화재 예방을 위한 학구 및 구역, 위생 하수도 서비스, 대중교통, 공공 도서관, 공공 공원 또는 숲, 수자원 관리 및 보존 구역과 같은 특수 목적 당국을 창설한다. 이러한 특수 목적 지구는 여러 자치체나 카운티의 지역을 포함할 수 있다. 2012년에 수집된 미국 인구조사국의 데이터에 따르면, 미국에는 89,004개의 지방 정부 단위가 있었다. 지난 2007년 지방자치체 인구조사 이후 8만9476채에 비해 감소한 수치이다.
미국의 5개 영구 거주 영토는 각각 더 작은 단위로 세분화된다. 푸에르토리코에는 78개의 자치체가 있고, 북마리아나 제도에는 4개의 자치체가 있다. 괌에는 마을이 있고, 미국령 버진 아일랜드에는 구역이 있으며, 아메리칸사모아에는 구역과 비조직 환초가 있다.
각 인디언 보호구역은 다양한 방식으로 세분화된다. 예를 들어, 나바호 네이션(Navajo Nation)은 에이전시와 챕터 하우스로 세분화되고, 블랙피트 네이션(Blackfeet Nation)은 커뮤니티로 세분화된다.